# اچ‌ام‌اس دومینیکا (کی۵۰۷)
اچ‌ام‌اس دومینیکا (کی۵۰۷) (به انگلیسی: HMS Dominica (K507)) یک کشتی بود که طول آن ۳۰۳ فوت ۱۱ اینچ (۹۲٫۶۳ متر) بود. این کشتی در سال ۱۹۴۳ ساخته شد.